# Ríád Búazízí
Riadh Ben-Khemais Bouazizi (arabul: رياض بن خميس بوعزيزي; Dzserba, 1973. április 8. –) tunéziai labdarúgó-középpályás.